# (378) Holmia
(378) Holmia ist ein Asteroid des mittleren Hauptgürtels, der am 6. Dezember 1893 vom französischen Astronomen Auguste Charlois am Observatoire de Nice bei einer Helligkeit von 12 mag entdeckt wurde.
Der Asteroid ist benannt nach dem alten Namen von Stockholm, der Hauptstadt Schwedens. Julius Bauschinger, der Direktor des Astronomischen Rechen-Instituts in Berlin, veröffentlichte 1901 die Namen von 34 von Charlois entdeckten Asteroiden zwischen den Nummern (356) und (451). Im Text heißt es lediglich: „Nach Zustimmung des Herrn Charlois haben folgende von ihm entdeckten… Planeten nachstehende Namen erhalten.“ Es liegt daher nahe, dass die Namen vom Astronomischen Rechen-Institut ausgewählt wurden.

## Wissenschaftliche Auswertung
Aus Ergebnissen der IRAS Minor Planet Survey (IMPS) wurden 1992 Angaben zu Durchmesser und Albedo für zahlreiche Asteroiden abgeleitet, darunter auch (378) Holmia, für die damals Werte von 26,7 km bzw. 0,30 erhalten wurden. Eine Auswertung von Beobachtungen durch das Projekt NEOWISE im nahen Infrarot führte 2011 zu vorläufigen Werten für den Durchmesser und die Albedo im sichtbaren Bereich von 35,8 km bzw. 0,15. Nachdem die Werte nach neuen Messungen mit NEOWISE 2012 auf 25,0 km bzw. 0,34 geändert worden waren, wurden sie 2014 auf 27,8 km bzw. 0,24 korrigiert.
Photometrische Messungen des Asteroiden fanden erstmals statt vom 24. bis 28. Februar 1992 am La-Silla-Observatorium in Chile. Nachdem zunächst eine Rotationsperiode von 4,44 h veröffentlicht worden war, ergab eine neue Auswertung der aufgezeichneten Lichtkurve eine Rotationsperiode von 4,45 h.
Neue Beobachtungen wurden vom September 1999 bis April 2006 am Observatorium Borówiec in Polen sowie im Mai 2007 am South African Astronomical Observatory (SAAO) in Südafrika durchgeführt. Die Auswertung ergab eine Rotationsperiode von 4,44 h. Mit der Methode der konvexen Inversion wurde aus den archivierten Daten von 1992 bis 2007 erstmals ein dreidimensionales Gestaltmodell des Asteroiden berechnet für zwei alternative Rotationsachsen mit prograder Rotation und einer Periode von 4,44043 h. (378) Holmia scheint ein unregelmäßig geformter Körper mit flachen Merkmalen in Äquatornähe zu sein.
Aus archivierten Daten des Asteroid Terrestrial-impact Last Alert System (ATLAS) aus dem Zeitraum 2015 bis 2018 wurde auch in einer Untersuchung von 2022 mit der Methode der konvexen Inversion eine Rotationsperiode von 4,44043 h berechnet.
Weitere photometrische Messungen erfolgten vom 21. bis 27. Januar 2024 durch eine Zusammenarbeit verschiedener Beobachter und Observatorien in Spanien. Die Auswertung der Lichtkurve ergab eine Periode von 4,440 h.